# Norvège aux Jeux olympiques d'hiver de 1924
La Norvège participe aux Jeux olympiques d'hiver de 1924 à Chamonix en France du 24 janvier au 5 février 1924.
L'équipe de Norvège olympique remporte dix-sept médailles, lors de ces premiers Jeux olympiques d'hiver de 1924 à Chamonix, se situant à la première place des nations au tableau des médailles.

## Liste des médaillés norvégiens

### Médaille d'or
- Combiné nordique
  - Individuel : Thorleif Haug.

- Saut à ski
  - Individuel : Jacob Tullin Thams.

- Ski de fond
  - 18 km Hommes : Thorleif Haug.
  - 50 km Hommes : Thorleif Haug.

### Médaille d'argent
- Combiné nordique
  - Individuel : Thoralf Strømstad.

- Patinage de vitesse
  - 500 m Hommes : Oskar Olsen.
  - 1 500 m Hommes : Roald Larsen.
  - Combiné : Roald Larsen.

- Saut à ski
  - Individuel : Narve Bonna.

- Ski de fond
  - 18 km Hommes : Johan Grøttumsbråten.
  - 50 km Hommes : Thoralf Strømstad.

### Médaille de bronze
- Combiné nordique
  - Individuel : Johan Grøttumsbråten.

- Patinage de vitesse
  - 500 m Hommes : Roald Larsen.
  - 1 500 m Hommes : Sigurd Moen.
  - 5 000 m Hommes : Roald Larsen.
  - 10 000 m Hommes : Roald Larsen.

- Ski de fond
  - 50 km Hommes : Johan Grøttumsbråten.

## Résultats

### Ski de fond

#### 18km
| Athlète              | Compétition  | Temps             | Rang   |
| -------------------- | ------------ | ----------------- | ------ |
| Thorleif Haug        | 18 km hommes | 1 h 14 min 31 s 4 | Or     |
| Johan Grøttumsbråten | 18 km hommes | 1 h 15 min 51 s 0 | Argent |
| Jon Mårdalen         | 18 km hommes | 1 h 16 min 56 s 8 | 4e     |
| Einar Landvik        | 18 km hommes | 1 h 17 min 27 s 4 | 5e     |

#### 50km
| Athlète              | Compétition  | Temps           | Rang   |
| -------------------- | ------------ | --------------- | ------ |
| Thorleif Haug        | 50 km hommes | 3 h 44 min 32 s | Or     |
| Thoralf Strømstad    | 50 km hommes | 3 h 46 min 23 s | Argent |
| Johan Grøttumsbråten | 50 km hommes | 3 h 47 min 46 s | Bronze |
| Jon Mårdalen         | 50 km hommes | 3 h 49 min 48 s | 4e     |